# Santuario di Sant'Andrea
Il santuario di Sant'Andrea è un luogo di culto cattolico situato nella località di Sant'Andrea nel comune di Aurigo, in provincia di Imperia.

## Storia e descrizione

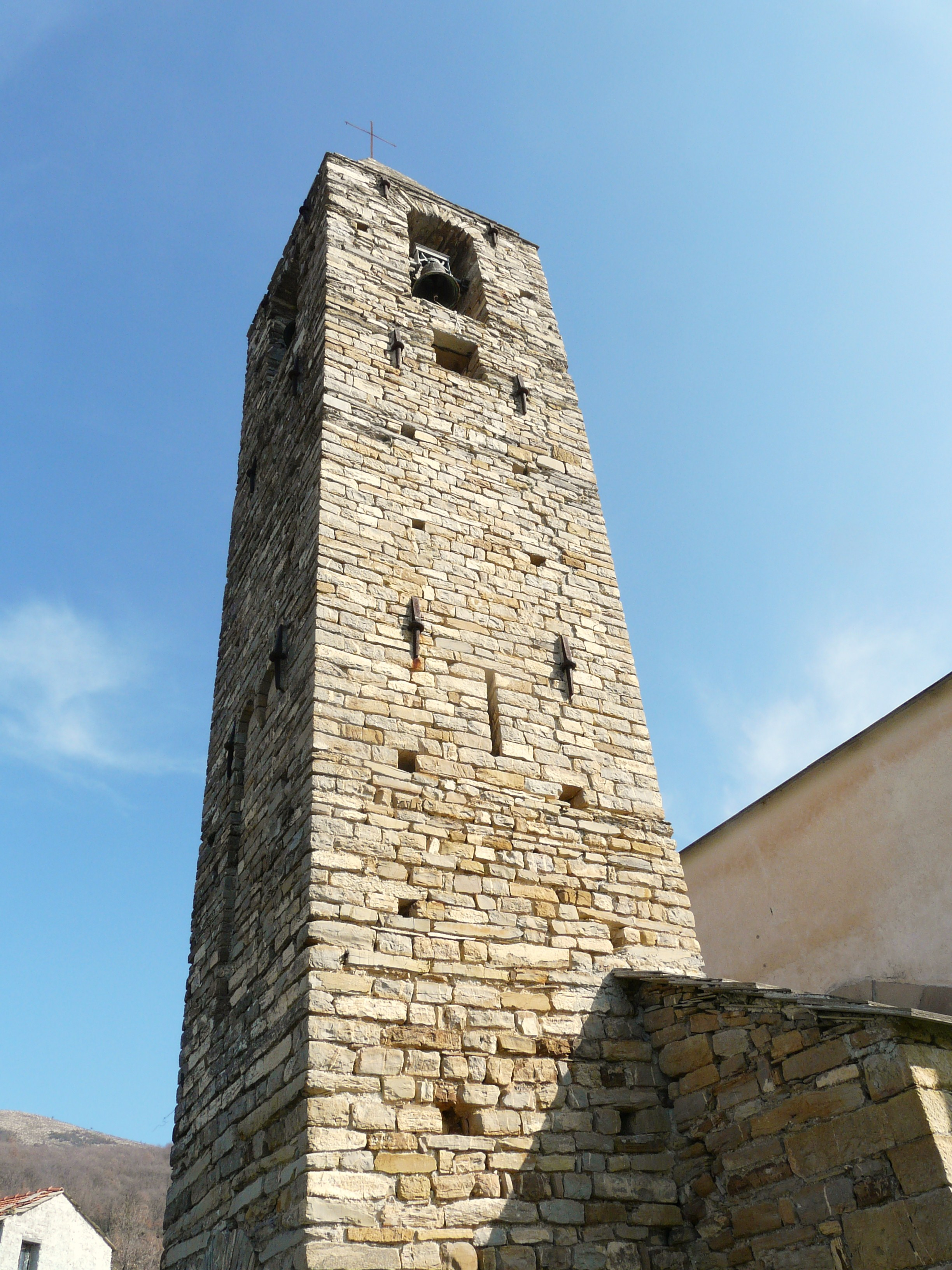
Il campanile

In posizione isolata rispetto al paese, è da considerarsi il centro del primitivo nucleo di Aurigo.
Il campanile e l'attuale sacrestia, edificati sicuramente entro il XII secolo, dovevano svolgere in principio la funzione di avvistamento e controllo, insieme ad altre torri sparse nella valle, con cui si veniva a creare un complesso sistema difensivo.
In epoca barocca, l'edificio religioso è stato ampliato e adattato ai gusti del momento.
La chiesa, circondata interamente da vigneti, si distingue per le sue esigue dimensioni e la presenza di tracce di affreschi nella zona absidale e sull'altare.
La comunità religiosa di Sant'Andrea si separò dalla pieve del Maro nel XV secolo pur, tuttavia, mantenendone il titolo di parrocchiale fino al XVII secolo; a partite da questo secolo assunse questo titolo la più ampia chiesa di Aurigo dedicata alla Natività di Maria Vergine.